# La família irreal
La família irreal és un musical dirigit per Dagoll Dagom i Minoria Absoluta. Està escrita per Jordi Ventura i Joan Lluís Bozzo, amb la col·laboració de Joan Rufas, Pau Escribano i Jaume Buixó, i dirigit per Joan Lluís Bozzo i Joan Rufas. Es va estrenar el 12 de novembre de 2012 al Teatre Victòria, Barcelona, tot i que prèviament s'havia anunciat la seva estrena pel 8 de novembre. La pre-estrena es va fer el 28 d'octubre al teatre municipal L'Atlàntida de Vic. Els directors musicals són Xasqui Ten i Toni Ten. Amb Jordi Campoy, els germans Ten són els productors i els arranjadors musicals.
Va ser el gran èxit de la temporada amb més de 160.000 espectadors i va tornar l'octubre de l'any següent amb nous gags i noves cançons.

## Repartiment
| Personatge           | 1a Temporada 2012 | 2a Temporada 2013 |
| -------------------- | ----------------- | ----------------- |
| Rei Joan Carles      | Toni Albà         | Toni Albà         |
| Reina Sofia          | Mireia Portas     | Mireia Portas     |
| Príncep Felip        | Queco Novell      | Queco Novell      |
| Princesa Letizia     | Agnès Busquests   | Agnès Busquets    |
| Infanta Cristina     | Mònica Pérez      | Alexandra Palomo  |
| Infanta Elena        | Anna Bertran      | Anna Bertran      |
| Iñaki Urdangarín     | David Olivares    | David Olivares    |
| Jaime de Mariachalar | Xavier Serrano    | Xavier Serrano    |